# Романовская, Александра Олеговна
Александра Олеговна Романовская (бел. Аляксандра Раманоўская; род. 22 августа 1996, Минск) — белорусская фристайлистка, специализирующаяся в лыжной акробатике, участница Олимпийских игр 2018 года, чемпионка мира 2019 года, двукратная чемпионка зимней Универсиады 2019 года, многократный призёр этапов Кубка мира. Мастер спорта Республики Беларусь международного класса.

## Биография
Александра Романовская родилась 22 августа 1996 года в Минске.
Фристайлом начала заниматься в 2005 году, при этом родители Александры также занимаются спортом.
Окончила Белорусский государственный педагогический университет в Минске. В свободное время любит читать и вязать.

## Общественная позиция
После начала протестов в Беларуси в 2020 году Александра Романовская активно выразила свою гражданскую позицию. 18 августа 2020 года она подписала подписала открытое письмо спортсменов с требованием от властей прекратить насилие и провести повторные президентские выборы, вступила в Свободную ассоциацию спортсменов Беларуси. Участвовала в записи видеообращений к спортивным деятелям против давления на спортсменов за их гражданскую позицию.
6 октября 2020 года на встрече фристайлистов главный тренер национальной сборной Николай Козеко был проинформирован о том, что чемпионка «уволена за прогулы», но официально она была уволена позже, 4 февраля 2021 года.
В ноябре 2020 года Романовская выставила на аукцион золотую медаль Универсиады-2019 в Красноярске за 900 долларов США и продала её по итогам торгов за 15 тысяч долларов. Деньги, вырученные за медаль, пошли в Белорусский фонд спортивной солидарности для поддержки спортсменов, пострадавших от действий белорусских властей.
10 ноября 2021 года после тренировки Александра Романовская была задержана, после чего провела ночь в изоляторе. Ей было предъявлено обвинение по статье 24.23 п.1 КоАП РБ — нарушение установленного порядка проведения собрания, митинга, уличного шествия, демонстрации, пикетирования, иного массового мероприятия, совершенное участником таких мероприятий и т.п.
По другой информации, девушку остановили, так как на её автомобиле якобы находилась наклейка «Погони».
11 ноября над спортсменкой прошел суд. Александра получила штраф в размере 2610 белорусских рублей (около 1050 долларов США).

## Карьера
С 2011 года тренируется под руководством белорусского наставника Николая Козеко. Спустя год Романовская дебютировала на соревнованиях Кубка мира, это произошло на домашнем, белорусском этапе.
В 2015 году Александра Романовская участвовала на чемпионате мира среди юниоров в Кьеза-ин-Вальмаленко, где заняла первое место в личной акробатике. В том же году состоялся её дебют на взрослом чемпионате мира в австрийском Крайшберге, где фристайлистка заняла 11-е место. В зачёте Кубка мира сезона 2014/2015 Романовская стала 33-й, одержав победу на одном из этапов (в Лэйк-Плэсиде).
В 2017 году Романовская выступила на втором для себя чемпионате мира в испанском Сьерра-Невада, но стала там лишь 19-й в личной акробатике.
На Олимпиаде в Корее в 2018 году Романовская заняла 14-е место. Сезон Александра завершила на 25-м месте в общем зачёте и на 4-м среди фристайлисток-акробаток, что на тот момент стало наилучшим её достижением.
В 2019 году выиграла титул чемпионки мира в акробатических прыжках на первенстве планеты в американском Парк-Сити, штат Юта. В суперфинале белорусская фристайлистка выполняла второй по сложности прыжок, получив от судей 113,18 балла. Таким образом, Александра Романовская опередила россиянку Любовь Никитину на 23,3 балла. Спустя неделю в Москве одержала вторую победу на этапах Кубка мира. В том же году на зимней Универсиаде 2019 года в Красноярске одержала победу в личной акробатике, в финале набрав 100,29 балла. Затем она стала двукратной чемпионкой Универсиады в паре с Артёмом Башлаковым, обойдя россиян Кристину Спиридонову и Станислава Никитина на 1,15 балла. С 128 очками в зачёте акробатики заняла девятое место, среди всех фристайлистов стала 47-й в сезоне.
В 2021 году Александра сообщила о том, что ей поступали предложения выступать за сборные других стран, но она их не рассматривала, всё еще веря, что у неё получится восстановиться и выступать за Беларусь.

### Победы на чемпионатах мира и этапах Кубка мира (4)
| № | Сезон                                        | Дата        | Место проведения | Дисциплина |
| - | -------------------------------------------- | ----------- | ---------------- | ---------- |
| 1 | Кубок мира по фристайлу 2014/2015            | 31 янв 2015 | Лейк-Плэсид      | Акробатика |
| 2 | Чемпионат мира по фристайлу и сноуборду 2019 | 7 февр 2019 | Дир-Вэлли        | Акробатика |
| 3 | Кубок мира по фристайлу 2018/2019            | 16 фев 2019 | Москва           | Акробатика |
| 4 | Кубок мира по фристайлу 2019/2020            | 7 фев 2020  | Дир-Вэлли        | Акробатика |

## Награды
- Почётное звание «Заслуженный мастер спорта Республики Беларусь» (8 января 2020)[28].